# جيريمي جونز
جيريمي جونز (19 يناير 1979 في جامايكا - ) (بالإنجليزية: Jeremy Jones)‏ هو لاعب كريكت بريطاني. شارك مع منتخب جزر توركس وكايكوس للكريكت.

## وصلات خارجية
- جيريمي جونز على موقع إي آس بي آن كريك إنفو (الإنجليزية)